# 以金日成命名的事物列表

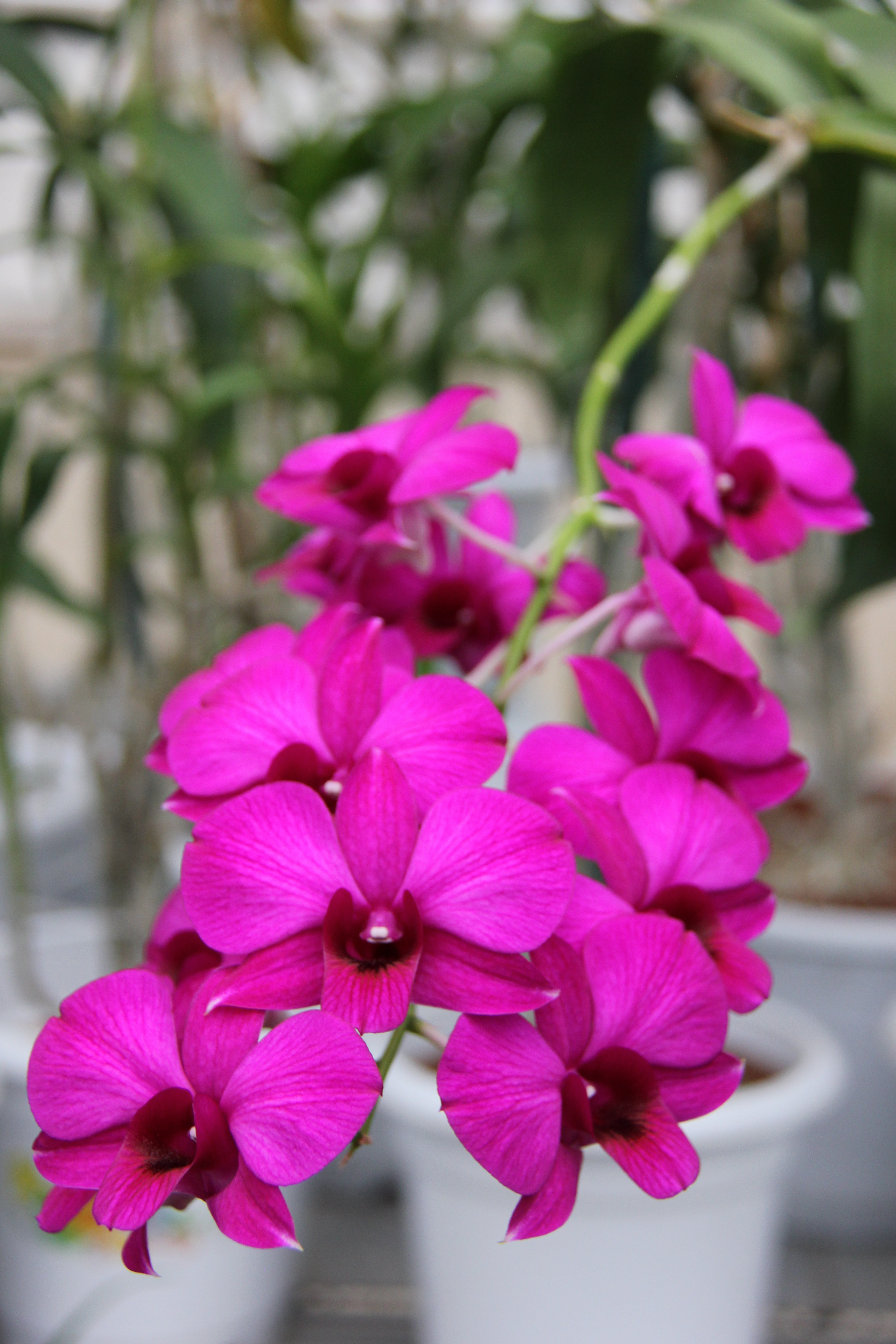
金日成花

金日成是朝鲜民主主义人民共和国的开国领袖，终身担任朝鲜劳动党总书记等重要职务。《朝鲜受控制的艺术》之作者简·波特尔评价说：“这可能是金日成在其一生中拥有以他命名的建筑物比历史上任何其他领导人都多的情况”。朝鲜声称“一百多个国家的480多条街道、机构和组织以金日成的名字命名”。由于金日成的名“日成”（韓語：일성）可以解作“太阳”，许多以他命名的东西实际上都是这样称呼的。

## 列表

### 教育与研究
- 金日成高等物理学院[4]——位于两江道普天郡，为纪念1937年普天堡战役而命名之[5]。
- 金日成军事大学[4]——特选军官学校[5]。
- 金日成综合大学——1946年成立[6]。
- 金日成政治大学[7]——1945年脱离平壤学院建立。
- 金日成广播大学[4]——以无线电和互联网授课的大学。
- 金日成高级党学校[4]——仅有少数人能够录取的朝鲜顶尖学校[5]
- 金日成农业科学研究所——几内亚[8]
- “金日成研究所”——专门研究金日成的大型小学教室的总称[9]
- 金日成同志革命思想研究室——原朝鲜劳动党历史研究中心[10]
- 索马里摩加迪沙金日成图书馆[11]
- 保加利亚索非亚金日成图书馆[12]

### 博物馆
- 咸镜南道金日成同志革命事迹馆——咸镜南道咸興市[13]
- 新义州金日成同志革命事迹馆——位于平安北道新义州[14]
- 平安南道金日成同志革命事迹馆——平安南道平城市[15]
- 金日成革命博物馆——清津[16]
- 慈江道金日成同志革命博物馆——慈江道[17]
- 金日成主席革命活动博物馆——江原道元山市[18]
- 金日成主席革命活动博物馆——两江道[19]

### 街道、广场和公园
- 朝鲜平壤金日成广场[20]

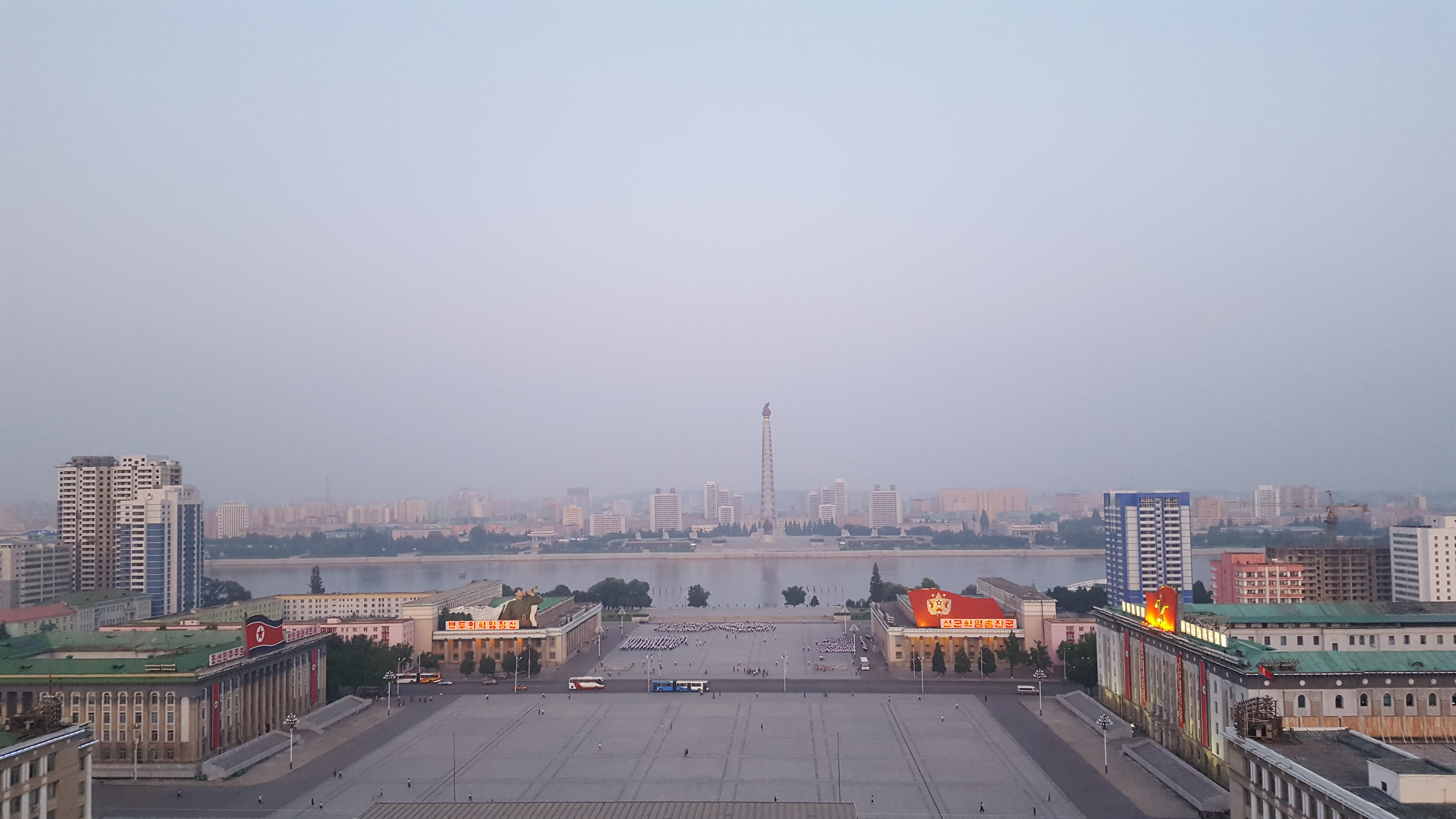
平壤市中心的金日成广场

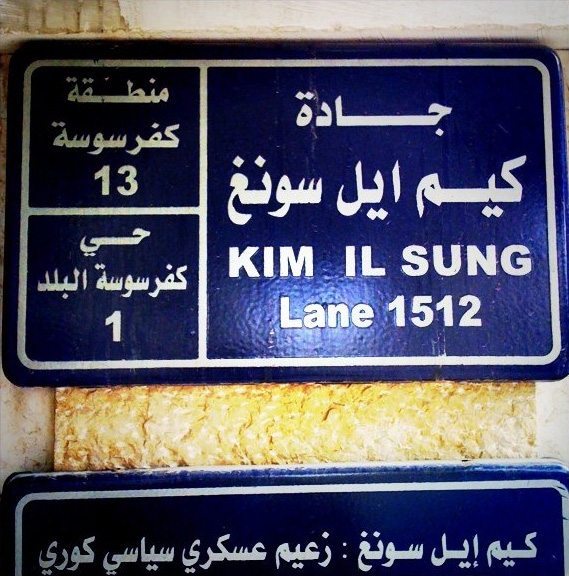
大马士革的“金日成巷”是全世界以朝鲜领导人命名的多达450条街道之一。

- 在国外的几条街[21]。朝鲜声称有四百五十条“金日成街”遍布全球一百多个国家[22]。以下列出的地区有一条“金日成街”或类似设施：
  - 朝鲜咸兴[23]
  - 莫桑比克马普托[24]
  - 柬埔寨金边[25]
  - 叙利亚大马士革[26]
- 叙利亚大马士革的金日成公园。 2015年开放[26]。

### 奖项
- 金日成奖[4]
- 金日成纪念章[4]
- 金日成赏[27]
- 国际金日成奖[28]
- 金日成勋章[29]
- 金日成青年荣誉奖[29]
- 金日成儿童荣誉奖[29]

### 其他

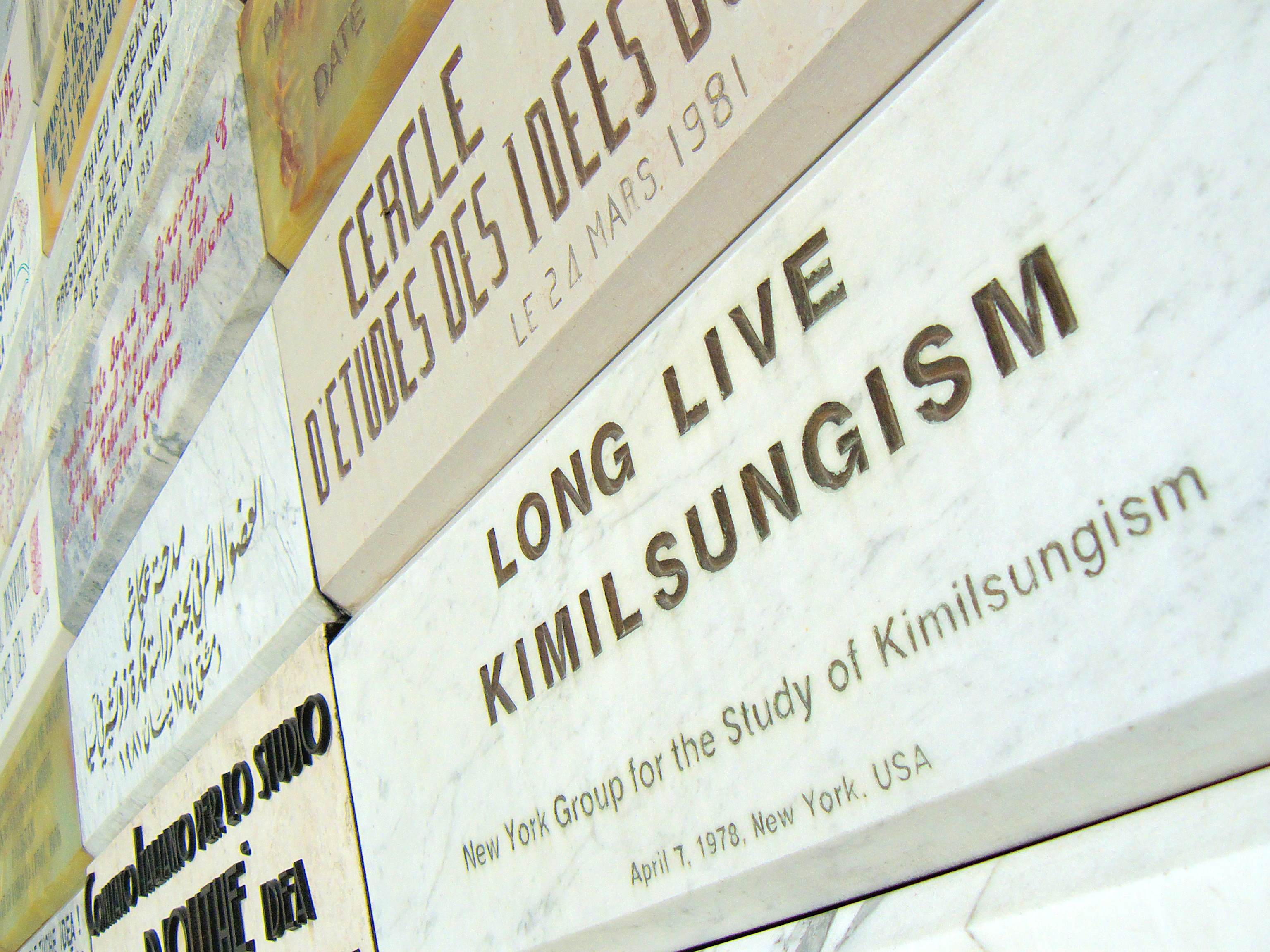
主体思想塔中的“金日成万岁”牌匾

- 《金日成将军之歌》——金元均于1946年作曲[30]，其歌词刻在朝鲜各地。[31]
- 金日成竞技场——原平壤市立体育场[32]。
- “金日成主义”——国家的指导思想，其中包括主体思想，1974年正式命名为“金日成主义” [33]。
- 金日成花——一种兰花，1965年由印度尼西亚领导人苏加诺赠送给金日成，并在1977年被引入朝鲜时以金日成的名字命名[34]。
- 金日成社会主义青年同盟——金日成逝世两年后，金正日于1996年社会主义劳动青年同盟更名为该名称[35]，随后又于2016年更名为金日成-金正日主义青年同盟[36]，2021年更名为社会主义爱国青年同盟[37]。
- “金日成宪法”——《1998年朝鲜宪法》的别称[4]，将金日成尊为“共和国永远的主席”[38]。
- “金日成金正日主义”——2012年以来朝鲜劳动党的指导思想，以金日成和金正日命名[39]。
- “金日成金正日宪法”——《2012年朝鲜宪法》的别称，金正日死后被尊为“国防委员会永远的委员长”[40]。

### 以太阳命名
- 太陽節——在金日成逝世三年后于1997年确定[34]。
- 锦绣山太阳宫——金日成和金正日的陵寝[3]。

### 提议的命名
- “金日成市”——在金日成死后为平壤提议的名称。另一项提议是，若朝鲜半岛统一，则将平壤命名为“金正日市”，而首尔则命名为“金日成市”[41]。